# Litoria tyleri
Litoria tyleri (ook wel Tyler's Tree Frog of Southern Laughing Tree Frog) is een kikker uit de familie Pelodryadidae.
De soort werd lange tijd tot de familie boomkikkers (Hylidae). In de literatuur wordt daarom vaak de verouderde situatie vermeld. De soort werd voor het eerst wetenschappelijk beschreven door de groep van biologen Angus Anderson Martin, Graeme Field Watson, Donald Forsyth Gartside, Murray John Littlejohn en Jasper J. Loftus-Hills in 1979. Later werd ook wel de wetenschappelijke naam Pengilleyia tyleri gebruikt, deze naam wordt echter niet meer erkend. De soortaanduiding tyleri is een eerbetoon aan Michael James Tyler.
De kikker komt voor in het oosten van Australië, echter alleen langs de kust.

## Uiterlijke kenmerken
Het vrouwtje wordt maximaal ongeveer 50 mm lang, het mannetje is iets kleiner. De bovenzijde is grijs tot bruin van kleur, de buik is lichter tot gelig wit, maar tijdens de voortplantingsperiode kan de buik van het mannetje felgeel zijn. Litoria tyleri heeft grote ogen die opvallen door de goudkleurige iris en de kruisvormige pupil.
Litoria tyleri lijkt uiterlijk nogal op de verwante Litoria peronii, maar is daarvan te onderscheiden door een verschil in de lokroep. De kikkers hebben een gelijkende soort korte lach maar de lokroep verschilt wat betreft de intonatie.
Litoria tyleri wordt ook wel als exotisch huisdier gehouden, hetgeen in Australië met de juiste vergunning toegestaan is.

## Afbeeldingen

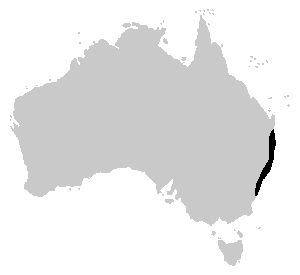
Verspreidingsgebied
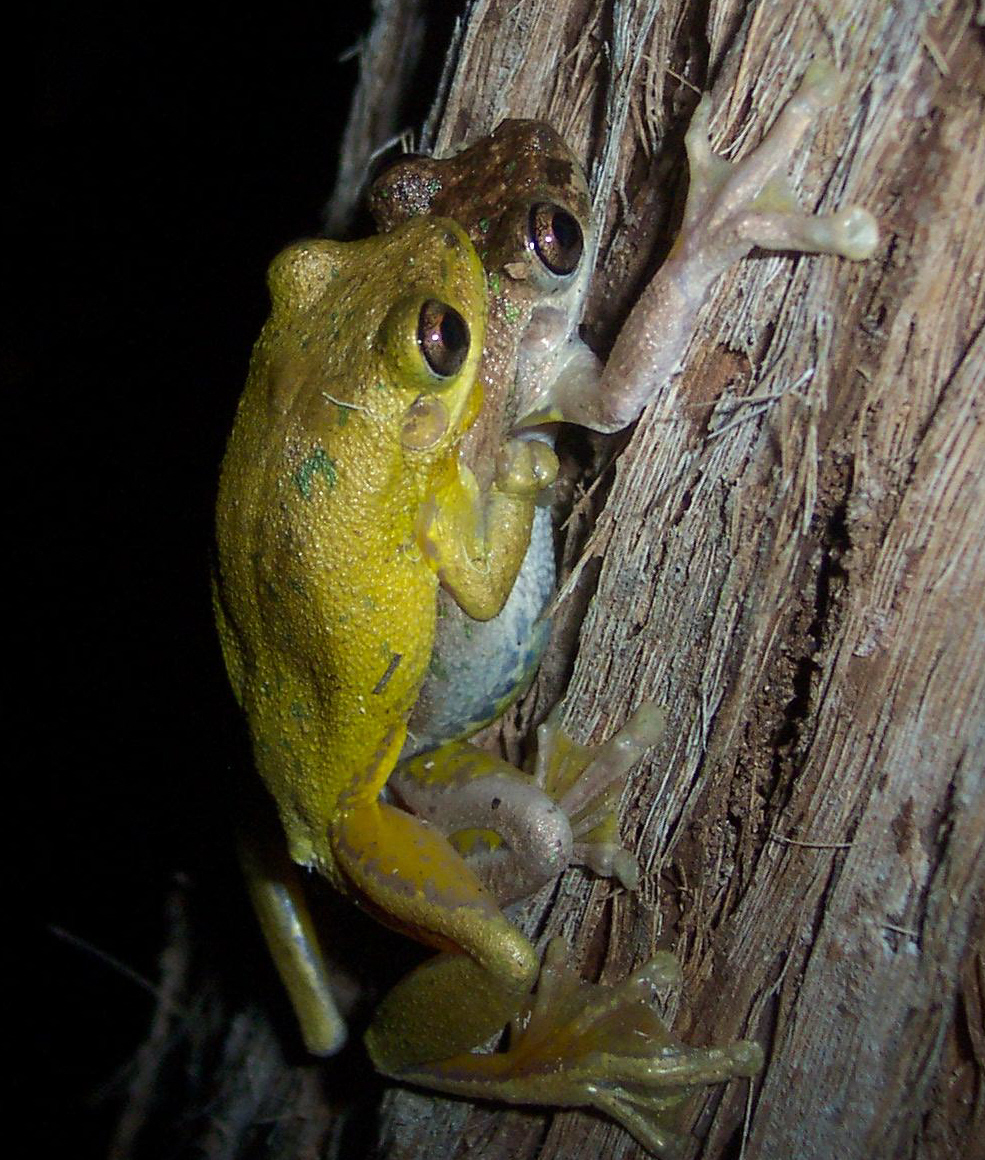
Amplexus